# The Cycle: Frontier
The Cycle: Frontier (precedentemente intitolato The Cycle ) è stato un videogioco sparatutto in prima persona del 2022 sviluppato e pubblicato da Yager Development. Yager descrive questo gioco come uno "sparatutto competitivo" e lo etichetta con il genere "PvEvP", una combinazione di giocatore contro ambiente e giocatore contro giocatore. Il gioco è stato rilasciato su Windows tramite accesso anticipato nell'agosto 2019 ed è stato lanciato in modalità completa l'8 giugno 2022.
I server di gioco sono stati chiusi definitivamente il 27 Settembre 2023.

## Gioco
The Cycle: Frontier è uno videogioco sparatutto in prima persona, con uno stile di gioco "extraction shooter" paragonabile a quello di Escape from Tarkov. Ambientato in un futuro in cui i viaggi interstellari sono possibili, il gioco si concentra su un gruppo di umani che vivono su una stazione spaziale chiamata Prospect Station. I giocatori assumono il ruolo di prospettori; mercenari incaricati di sbarcare su un pericoloso pianeta chiamato Fortuna III. I giocatori devono competere l'uno contro l'altro, così come l'ambiente spietato, rovistando bottini e completando missioni prima di estrarre. Qualsiasi attrezzatura non assicurata sarà definitivamente persa in caso di morte. 
Tre fazioni principali, l'Independent Civilian Advisory (ICA), Osiris e Korolev offrono contratti che devono essere completati dai giocatori per ottenere ricompense e denaro nel gioco. I giocatori hanno la possibilità di atterrare sul pianeta da soli, in duo o in trio. Le istanze di gioco hanno durata di sei ore (prima del refresh della stessa) e possono essere abitate contemporaneamente per un numero limitato di giocatori, che continuano ad atterrare mano a mano che altri giocatori escono dalla stessa.
The Cycle: Frontier è stato lanciato con la presenza di due mappe e varie funzionalità di gioco tra cui la creazione, la personalizzazione dell'equipaggiamento e l'aspetto del personaggio, oltre a un sistema di "battlepass". 

## Sviluppo
I piani di sviluppo iniziale sono iniziati poco dopo che Yager aveva finito di lavorare su Dreadnought. The Cycle è stato svelato alla Gamescom 2018, otto mesi dopo in una sorta di prima forma come Battle Royal. L'obiettivo era combinare la narrativa con le dinamiche sociali. È stato rilasciato in accesso anticipato su Epic Games Store nell'agosto 2019 nella forma finale come "Extraction Shooter".
La versione di Steam giocabile, inizialmente fissata per dicembre 2020, è stata posticipata all'inizio del 2021 a causa di cambiamenti nei piani di sviluppo e dell'ostacolo della pandemia di COVID-19 .

## Critiche
The Cycle: Frontier ha ricevuto recensioni "miste o nella media", secondo l'aggregatore di recensioni Metacritic. 
PC Gamer si è lamentato del suo design stereotipato, scrivendo: "Senza alcun tipo di aggancio narrativo o alcun tipo di sovversività, e una piccola ricompensa momento per momento, un elenco di sblocchi non può costringermi a investire quel tipo di tempo". 